# Municipio Pampa Aullagas
Das Municipio Pampa Aullagas ist ein Verwaltungsbezirk im Departamento Oruro im südamerikanischen Anden-Staat Bolivien.

## Lage im Nahraum
Das Municipio Pampa Aullagas ist das nördliche der beiden Municipios der Provinz Ladislao Cabrera. Es grenzt im Norden an die Provinz Sud Carangas, im Westen an das Municipio Salinas de Garcí Mendoza, im Süden an das Departamento Potosí, im Osten an die Provinz Eduardo Avaroa und im Nordosten an die Provinz Sebastián Pagador.
Der zentrale Ort des Municipios ist die Ortschaft Pampa Aullagas mit 1074 Einwohnern (2012) im östlichen Teil des Municipios.

## Geographie
Das Municipio Pampa Aullagas liegt südlich des Poopó-Sees am östlichen Rand des bolivianischen Altiplano vor der Cordillera Azanaques, die ein Teil der Gebirgskette der Cordillera Central ist. Das Klima ist ein typisches Tageszeitenklima, bei dem die täglichen Temperaturschwankungen stärker ausfallen als die Schwankungen zwischen den Jahreszeiten.
Die mittlere Durchschnittstemperatur der Region liegt bei knapp 9 °C (siehe Klimadiagramm Pampa Aullagas) und schwankt zwischen 4 °C im Juni und Juli und 11 °C in den Sommermonaten von November bis März. Der Jahresniederschlag beträgt weniger als 300 mm, bei einer ausgeprägten Trockenzeit von April bis November mit Monatsniederschlägen unter 15 mm, und einem Höchstwert von 75 mm im Januar.

## Bevölkerung
Die Einwohnerzahl ist zwischen 1992 und 2024 auf das Doppelte angestiegen:
| Jahr | Einwohner | Quelle       |
| ---- | --------- | ------------ |
| 1992 | 1602      | Volkszählung |
| 2001 | 2975      | Volkszählung |
| 2012 | 2973      | Volkszählung |
| 2024 | 3180      | Volkszählung |

Die Bevölkerungsdichte des Municipios bei der Volkszählung von 2024 betrug 3,1 Einwohner/km², der Anteil der städtischen Bevölkerung ist 0 Prozent. Die Lebenserwartung der Neugeborenen lag im Jahr 2001 bei 58,1 Jahren.
Der Alphabetisierungsgrad bei den über 19-Jährigen beträgt 80 Prozent, und zwar 93 Prozent bei Männern und 66 Prozent bei Frauen (2001).

## Politik
Ergebnis der Regionalwahlen (concejales del municipio) vom 4. April 2010:
| Wahl- berechtigte |  | Wahl- beteiligung | gültige Stimmen |  | MAS-IPSP |
| ----------------- |  | ----------------- | --------------- |  | -------- |
| 1.159             |  | 1.011             | 584             |  | 584      |
|                   |  | 87,2 %            | 57,8 %          |  | 100,0 %  |

Ergebnis der Regionalwahlen (elecciones de autoridades políticas) vom 7. März 2021:
| Wahl- berechtigte |  | Wahl- beteiligung | gültige Stimmen |  | MAS-IPSP | UNICO   | BST    | UN SOL PARA ORURO | C-A    | PP     |
| ----------------- |  | ----------------- | --------------- |  | -------- | ------- | ------ | ----------------- | ------ | ------ |
| 1.596             |  | 1.425             | 1.246           |  | 876      | 226     | 56     | 30                | 18     | 15     |
|                   |  | 89,29 %           | 87,44 %         |  | 70,30 %  | 18,14 % | 4,49 % | 2,41 %            | 1,44 % | 1,20 % |

## Gliederung
Das Municipio unterteilt sich in die folgenden drei Kantone (cantones):
- 04-0802-01 Kanton Pampa Aullagas – 41 Ortschaften – 1.838 Einwohner
- 04-0802-02 Kanton Bengal Vinto – 15 Ortschaften – 703 Einwohner
- 04-0802-03 Kanton Ichalula – 8 Ortschaften – 432 Einwohner

## Ortschaften im Municipio Pampa Aullagas
- Kanton Pampa Aullagas
  - Pampa Aullagas 1074 Einw.

- Kanton Bengal Vinto
  - Bengal Vinto 351 Einw.

- Kanton Ichalula
  - Ichalula 244 Einw.